# Падре-Уртадо (коммуна)
Падре-Уртадо (исп. Padre Hurtado) — город в Чили. Административный центр одноимённой коммуны. Население города — 34 257 человек (2002). Город и коммуна входит в состав провинции Талаганте и Столичной области. Город входит в состав городской агломерации Большой Сантьяго. Носит имя чилийского святого Альберто Уртадо.
Территория — 80,8 км². Численность населения — 63 250 жителя (2017). Плотность населения — 782,8 чел./км².

## Расположение
Город расположен в 21 км на юго-запад от столицы Чили города Сантьяго.
Коммуна граничит:
- на севере — c провинцией Сантьяго
- на юго-востоке — c коммуной Калера-де-Танго
- на юге — c коммуной Пеньяфлор
- на юго-западе — c коммуной Мелипилья
- на северо-западе — c коммуной Куракави

## Демография
Согласно сведениям, собранным в ходе переписи 2017 г. Национальным институтом статистики (INE),  население коммуны составляет:
| Полное население                          | Полное население                          | Полное население                          | Полное население                          | Полное население                          | 63 250 |
| ----------------------------------------- | ----------------------------------------- | ----------------------------------------- | ----------------------------------------- | ----------------------------------------- | ------ |
| в том числе:                              | Городское население                       | 55 728                                    | Процент городского населения, %           | 88,11                                     |        |
|                                           | Сельское население                        | 7522                                      | Процент сельского населения, %            | 11,89                                     |        |
|                                           | Мужское население                         | 31 452                                    | Процент мужского населения, %             | 49,73                                     |        |
|                                           | Женское население                         | 31 798                                    | Процент женского населения, %             | 50,27                                     |        |
| Плотность населения, чел./км²             | Плотность населения, чел./км²             | Плотность населения, чел./км²             | Плотность населения, чел./км²             | Плотность населения, чел./км²             | 782,8  |
| Население коммуны в % к населению области | Население коммуны в % к населению области | Население коммуны в % к населению области | Население коммуны в % к населению области | Население коммуны в % к населению области | 0,89   |

| Динамика изменения населения коммуны | Динамика изменения населения коммуны | Динамика изменения населения коммуны | Динамика изменения населения коммуны |
| ------------------------------------ | ------------------------------------ | ------------------------------------ | ------------------------------------ |
| 1992                                 | 2002                                 | 2012                                 | 2017                                 |
| 29 333                               | 38 768▲                              | 50 670▲                              | 63 250▲                              |

## Важнейшие населенные пункты[4]
| № | Населённый пункт | Населённый пункт (исп.) | Категория | Население чел. (2002) | На карте                        |
| - | ---------------- | ----------------------- | --------- | --------------------- | ------------------------------- |
| 1 | Падре-Уртадо     | Padre Hurtado           | город     | 34257                 | 33°34′02″ ю. ш. 70°48′07″ з. д. |
| 2 | Лос-Аромос       | Los Aromos              | поселок   | 346                   | 33°33′53″ ю. ш. 70°53′16″ з. д. |
| 3 | Санта-Лусия      | Santa Lucia             | поселок   | 309                   | 33°33′29″ ю. ш. 70°52′12″ з. д. |
| 4 | Эль-Курато       | El Curato               | поселок   | 301                   | 33°35′33″ ю. ш. 70°49′11″ з. д. |
| 5 | Эль-Требаль      | El Trebal               | поселок   | 295                   | 33°32′33″ ю. ш. 70°49′40″ з. д. |
| 6 | Санта-Моника     | Santa Mónica            | поселок   | 241                   | 33°32′07″ ю. ш. 70°54′14″ з. д. |
| 7 | Сан-Луис         | San Luis                | поселок   | 150                   | 33°33′16″ ю. ш. 70°53′42″ з. д. |
| 8 | Ла-Эсперанса     | La Esperanza            | поселок   | 131                   | 33°33′03″ ю. ш. 70°51′35″ з. д. |
| 9 | Ла-Порвенир      | La Porvenir             | поселок   | 103                   | 33°34′39″ ю. ш. 70°54′17″ з. д. |